# Faustino (obispo de Sevilla)
Faustino fue un eclesiástico hispano de finales del siglo VII, contemporáneo del rey Égica. 
Ofició como obispo metropolitano de Braga entre los años 687 y 693; consta su presencia como tal al XV Concilio de Toledo. 
En este último año, cuando el obispo Sisberto de Toledo fue depuesto de su dignidad por haber conspirado contra el rey, y el de Sevilla Félix fue nombrado para sucederle, Faustino ocupó el lugar de éste en la diócesis hispalense, asistiendo a los concilios XVI y XVII.
| Predecesor: Liuva            | Obispo de Braga 687 – 693      | Sucesor: Félix de Braga |
| Predecesor: Félix de Sevilla | Obispo de Sevilla 693 – c. 695 | Sucesor: Gabriel        |